# Europäische Befreiungsfront
Die Europäische Befreiungsfront (EBF) war eine neonazistische Gruppe in der Bundesrepublik Deutschland. Sie bestand nur wenige Monate und plante einen Anschlag auf die Stromversorgung eines Auftrittes von Bundeskanzler Willy Brandt (SPD). Die EBF verstand sich als „Kampfgruppe gegen den Kommunismus“.

## Geschichte
Die Geheimorganisation EBF wurde im Dezember 1969 in Nordrhein-Westfalen im Kontext der Aktion Widerstand von Mitgliedern der NPD gegründet. Fast alle gehörten dem früheren NPD-Ordnerdienst an. Als Kopf der Organisation galt Helmut Blatzheim, der zusammen mit Hartwig Neumann, dem ehemaligen Fremdenlegionär Johannes Brodka und einem V-Mann des Verfassungsschutzes, Helmut Krahberg gründete. Sie umfasste um die 30 Mitglieder und war militärisch organisiert. Angeblich bestanden Kontakte zu ehemaligen Angehörigen der belgischen SS und der französischen OAS. Die EBF verstand sich als „Kampfgruppe gegen den Kommunismus“ und hielt die Bundesrepublik Deutschland seit 1969, dem Amtsantritt von Bundeskanzler Willy Brandt (SPD), für kommunistisch unterwandert einschließlich der Bundeswehr und der Polizei.

## Tätigkeit
Am 29. Mai 1970 wurde die Gruppe aufgrund von Informationen Krahbergs von der Polizei ausgehoben, wobei 14 Mitglieder festgenommen wurden. Angeblich waren für den nächsten Tag Anschläge auf Stromversorgungseinrichtungen in Kassel geplant, da sich Bundeskanzler Willy Brandt und DDR-Ministerpräsident Willi Stoph dort zu Beratungen trafen. Eine Maschinenpistole, 15 Pistolen, drei Revolver und mehrere Gewehre wurden beschlagnahmt.
Gegen neun Personen wurden Strafverfahren eingeleitet. Das Landgericht Düsseldorf erkannte 1972 auf die Erfüllung des Tatbestands von § 129 StGB und erkannte auf vier Freisprüche und fünf Freiheitsstrafen, die zur Bewährung ausgesetzt wurden. Darüber berichtete die Frankfurter Allgemeine Zeitung in der Ausgabe vom 19. Juli 1972:
… Die Urteile sind noch nicht rechtskräftig, weil die Verteidiger über die Revision weitere Freisprüche erwirken wollen. Das Nachsehen hat aber jetzt schon die Staatsanwaltschaft, deren weitgehend auf Material des nordrhein-westfälischen Landesamtes für Verfassungsschutz beruhende Anklageschrift sich in vielen Punkten nicht als beweisbar zeigte.
Als die „Europäische Befreiungsfront“ im Mai 1970 am Vorabend des Kasseler Treffens zwischen Bundeskanzler Brandt und DDR-Ministerpräsident Stoph von der Polizei ausgehoben wurde, hatte es noch den Anschein, als ob hier eine mit großer krimineller Energie arbeitende rechtsextreme Kadertruppe unmittelbar vor folgenschweren Taten gestanden habe. Man fand nicht nur ein umfangreiches Waffenarsenal, sondern konnte den Gründungspamphleten dieser Gruppe ehemaliger Nationaldemokraten auch entnehmen, daß sie eine konspirative und auf unbedingten militärischen Gehorsam verpflichtete Terrororganisation bundesweit aufbauen wollte. Da war von einem zentralen Oberkommando, von Propaganda- und Spezialabteilungen, von Verbindungsoffizieren, Staffelkommandeuren und Truppführern die Rede. Angeblich sollten Politiker und Journalisten entführt, innerdeutsche Grenzzwischenfälle mit Waffengewalt provoziert und sogar die Kasseler Spitzengespräche durch Anschläge auf das Stromnetz gestört werden.
Während der Beweisaufnahme ist von alledem nicht mehr viel übriggeblieben. Der Hauptzeuge der Staatsanwaltschaft, Helmut Krahberg, zugleich ein ehemaliger Agent des Verfassungsschutzes, gab bei seinen langwierigen Vernehmungen eine so zwielichtige Vorstellung, daß die Anklage in Beweisnot geriet. Krahberg konnte den Verdacht der Verteidiger der neun Angeklagten nicht ausräumen, daß er von Anfang an bei der Geburt dieses Geheimbundes eine Doppelrolle gespielt habe. Der Zeuge lieferte dem Verfassungsschutz zwar fleißig Berichte über die Absicht einiger NPD-Funktionäre, nach der verlorenen Bundestagswahl 1969 in den Untergrund zu gehen und hier politisch-militant weiterzuarbeiten. Krahberg aber war es auch, der nach übereinstimmender Einlassung der Hauptangeklagten … als der zuverlässigste Gesinnungsgenosse auftrat und sie erst zu ihrem Tun ermunterte. Ganz offenkundig gehörte er von Anfang an zum Spitzentrio, sei es als Agent provocateur oder als zum Mitspielen aufgeforderter Verfassungshüter. Dem Zeugen Krahberg steht inzwischen eine Anzeige wegen wissentlich falscher Aussage ins Haus.
Die Verteidigung der Angeklagten argumentierte, dass der vermeintliche Geheimbund nur aus „Biertischgesprächen in politischer Soße“ bestanden hätte. Dieser Linie folgte die Strafkammer nicht, sondern nahm die sichergestellten Pamphlete, die zu kriminellen Handlungen aufriefen, ernst. Trotzdem wurde der Prozess vom Gericht nicht als politischer Prozess verstanden. Den Angeklagten wurde zugutegehalten, dass keine der angeblich geplanten Taten ausgeführt wurde.  Nach Meinung des FAZ-Autors Bewerunge diente das Urteil als Warnsignal an alle, die zu politischen Aktionen aufrufen, „ohne den kriminellen Gehalt ihrer Forderungen bei der Wortwahl zuvor sorgfältig zu bedenken“.

## Einordnung
Die EBF war ein Beispiel für die Radikalisierung der extremen Rechten in der Bundesrepublik nach der Niederlage der NPD bei den Bundestagswahlen 1969, als sie mit 4,3 % der Stimmen den Einzug in den Bundestag verpasste. Ein Teil der Mitglieder, vor allem des Ordnerdienstes, wanderte in radikale Splittergruppen ab, die bereit waren, militante bzw. terroristische Aktionen durchzuführen.
Typisch für diese Gruppen war ihre Kontrolle durch verschiedene Verfassungsschutzbehörden, die die Organisationen mit V-Männern durchsetzten. Sowohl die EBF, die Wehrsportgruppe Hengst, die Nationalsozialistische Kampfgruppe Großdeutschland und die Nationale Deutsche Befreiungsbewegung wurden von den Polizeibehörden aufgehoben, als die ersten Attentate durchgeführt werden sollten.